# Ringsö naturreservat
Ringsö är ett naturreservat i Nyköpings kommun i Södermanlands län.
Området är naturskyddat sedan 1980 och är 2 045 hektar stort. Reservatet omfattar Ringsö med kringliggande småöar kobbar och vattenytor i Nyköpings skärgård. 